# 이미그레이션 게임
《이미그레이션 게임》(Immigration Game)은 독일에서 제작된 크리스토프 츨라트니크 감독의 2017년 액션, 드라마, 스릴러 영화이다. 마티스 란드베어 등이 주연으로 출연하였고 로버트 프랭크 등이 제작에 참여하였다.

## 출연

### 주연
- 마티스 란드베어
- 데니스 앙켈
- 카타리나 스포레

### 조연
- 심손 버벨
- 호르스트-군터 막스
- 에스킨디르 테스파이
- 피터 벡커

## 기타
- 의상: 틸 푸아만